# エセル・マーマン
エセル・マーマン（Ethel Merman, 1908年1月16日 - 1984年2月15日）は、アメリカ合衆国の歌手、女優。「ブロードウェイの女王」と呼ばれた。「エニシング・ゴーズ」、「アニーよ銃をとれ」、「ジプシー」、「ハロー・ドーリー!」などの舞台作品で知られる。「アニーよ銃をとれ」でアーヴィング・バーリンが作詞作曲した「ショウほど素敵な商売はない」はマーマンの代表曲となった。

## プロフィール
ニューヨーク市クイーンズ区アストリア地区(en)に生まれた。本名はEthel Agnes Zimmermann（エセル・アグネス・ジマーマン）。高校を卒業した後、タイピストとして働いていたが、ナイトクラブで歌手としてステージに立つようになり、ボードビル劇場を経て1930年にブロードウェイにデビューする。その力強い歌声と正確な発音は、これまで一度も歌のレッスンを受けた経験のない彼女をあっという間にスターダムにのし上げる。
1945年8月、第二子出産の帝王切開の治癒のため入院中にドリー・フィールズが訪問し、兄ハーバート・フィールズと脚本を執筆し、ジェローム・カーンが作詞作曲するアニー・オークレイに関するミュージカルの主演を提案した。マーマンは承諾したが、11月、カーンがニューヨークでプロデューサーのロジャース&ハマースタインのもとを尋ねる際、脳内出血で倒れ、数日後亡くなった。リチャード・ロジャースとオスカー・ハマースタイン2世はアーヴィング・バーリンを後継に招聘し、1946年5月16日、インペリアル・シアターで「アニーよ銃をとれ」が開幕し、3年近くで1,147回の上演を記録した。この間、マーマンは休暇を2回、病欠2回とったのみであった。映画化ではアニー役をジュディ・ガーランドが演じることとなったが、最終的にベティ・ハットンが演じることとなった。20年後、リンカーン・センターで上演されたブロードウェイ再演では27歳年下のブルース・ヤーネルがフランク役に配役され、マーマンがアニー役を演じた。
1950年初演の舞台『Call Me Madam』でトニー賞 ミュージカル主演女優賞を受賞する。
最後の舞台は1982年。その後、脳腫瘍の手術を受けるが、1984年に死去。
俳優のアーネスト・ボーグナイン（約1ヶ月で離婚）をはじめ、生涯で4度結婚している。

## 主な出演作品

### 舞台
- 1930年 ガールクレイジー (Girl Crazy)
- 1934年 エニシング・ゴーズ (Anything Goes）
- 1946年 アニーよ銃をとれ (Annie Get Your Gun)
- 1959年 ジプシー (Gypsy)
- 1977年 トゥゲザー・オン・ブロードウェイ (Together on Broadway)

### 映画
- 『百万弗小僧』-  Kid Millions (1934)
- 『世紀の楽団』- Alexander's Ragtime Band (1938)
- 『ステージドア・キャンティーン』（日本未公開作品）- Stage Door Canteen (1943)
- 『私をマダムと呼んで頂戴』- Call Me Madam (1953)
- 『ショウほど素敵な商売はない』- There's No Business Like Show Business (1954)
- 『おかしなおかしなおかしな世界』-   It's a Mad Mad Mad Mad World (1963)
- 『恋するパリジェンヌ』-   The Art of Love(1965)
- 『フライングハイ』-  Airplane! (1980)